# Judes Bicaba
Judes Bicaba (ur. 1947 w Wakarze, zm. 19 sierpnia 2016) – burkiński duchowny katolicki, biskup Dédougou w latach 2005–2016.

## Życiorys
Święcenia kapłańskie otrzymał 12 lipca 1975.
4 czerwca 2005 papież Benedykt XVI mianował go biskupem diecezjalnym Dédougou. 1 października tego samego roku z rąk biskupa Zéphyrina Toé przyjął sakrę biskupią. Funkcję sprawował aż do swojej śmierci.
Zmarł 19 sierpnia 2016.